# ژرمن برته
ژرمن برته (انگلیسی: Germain Berthé؛ زادهٔ ۲۴ اکتبر ۱۹۹۳) بازیکن فوتبال اهل مالی است.
وی همچنین در تیم‌های ملی فوتبال زیر ۲۰ سال مالی و مالی بازی کرده است.